# Rose Garden (宝塚歌劇)
ロマンチック・レビュー『Rose Garden』（ローズ・ガーデン）は、宝塚歌劇団雪組で上演されたレビュー作品。23場。
併演作品は『愛 燃える』。

## 概要
この作品はロマンチック・レビュー第14弾で、バラをテーマに取り扱っている。地球上で最も美しく愛されているバラにまつわる物語や歴史が散りばめられ、男役トップスター（主演男役）の轟悠の雪組生として、またトップ娘役（主演娘役）月影瞳の宝塚歌劇団における最後の作品となった。作・演出は岡田敬二。

## 公演期間と公演場所
- 2001年10月5日 - 11月12日　宝塚大劇場[2]
- 2002年1月2日 - 2月11日　東京宝塚劇場[3]

## 場面
第一章 オープニング
- 音楽：吉崎憲治
- 振付：羽山紀代美

イギリス風のローズ・ガーデンをモチーフにしたセットの場面。薔薇の精たちが踊る。
- バラの紳士S - 絵麻緒ゆう
- バラの淑女S - 紺野まひる
- バラの王子、ラ・ヴィアン・ローズの歌手 - 轟悠
- バラの王女 - 月影瞳

第二章 薔薇戦争
- 音楽：吉崎憲治
- 振付：室町あかね

ヨーク家のアンドリュース王子とランカスター家のマリアンヌ姫が両家の争いの犠牲で命を落とす。ヘンリー・チューダー7世が2人をロミオとジュリエットのように結ばせる。
- 吟遊詩人、カンタベリー大司教 - 絵麻緒ゆう
- ヘンリー・チューダー7世 - 轟悠
- アンドリュース王子 - 朝海ひかる
- マリアンヌ姫 - 紺野まひる

第三章 バラの露（シークレット・ガーデン）
- 音楽：甲斐正人
- 振付：御織ゆみ乃

パックが媚薬「バラの露」の効用について歌う。美の女神・アフロディテ（ヴィーナス）が誕生。そこにアラビアの王子が登場。パックが2人にいたずらをする。
- パック - 音月桂
- アフロディテ - 月影瞳
- アラビアの王子 - 貴城けい

間奏曲（一）
- 音楽：宮原透
- 振付：羽山紀代美

「ローズ・ガーデン」を青年が歌う。
- ローズ・ガーデンを歌う青年1 - 絵麻緒ゆう
- ローズ・ガーデンを歌う青年2 - 朝海ひかる

第四章 パッション・ローズ
- 音楽：甲斐正人
- 振付：大谷盛雄

黒バラのゴンドラの上で歌手が歌う。「ラ・ロジータ」に変わり、男と女が激しく甘い恋のダンスを踊る。「ジェラシー」で華やかな歌と踊りが繰り広げられる。
- 黒バラの歌手、ジェラシーの歌手1 - 轟悠
- ラ・ロジータ、ジェラシーの歌手（女） - 月影瞳
- ラ・ロジータの歌手 - 愛耀子
- ジェラシーの歌手2 - 絵麻緒ゆう

間奏曲（二）
- 音楽：吉崎憲治、宮原透
- 振付：羽山紀代美

一人の青年が、大都会での孤独な人生について歌う。
- 歌う青年 - 絵麻緒ゆう

第五章 ダンシング・ローズ
- 音楽：吉崎憲治
- 振付：羽山紀代美

大都会の孤独な秋。一人の青年が乾いた愛を取り戻そうと祈りを込めて踊る。
- ダンシング・ローズS - 轟悠
- 歌う青年 - 絵麻緒ゆう

第六章 冬から春へ
- 音楽：吉崎憲治
- 振付：羽山紀代美

冬、雪と氷に閉ざされた空間。一人のアイスバーグの歌手が青春の日を思い出して歌う。アイスバーグは吹雪の中に消える。しかし、吹雪の中からゴールデンハートが現れ、春の光の中で愛が復活し、その象徴であるバラが咲くことを信じていると歌う。
- ゴールデンハート - 轟悠
- アイスバーグ - 月影瞳
- ブライトスマイル - 絵麻緒ゆう
- スウィートマジック - 朝海ひかる
- メイゴールド - 貴城けい

第七章 ローズ・バド
- 音楽：高橋城
- 振付：大谷盛雄

「バラのタンゴ」を青年達が歌う。「ラ・ヴィオレテラ」に変わり、バラの蕾のロケットダンサー達が踊る。
- バラのタンゴ歌う青年S - 朝海ひかる
- バラのタンゴ歌う青年 - 立樹遥、壮一帆、天勢いづる、音月桂
- ローズバド - 愛田芽久

第八章 フィナーレ
- 音楽：高橋城
- 振付：御織ゆみ乃

白バラの紳士・淑女がデュエットを踊る。やがて、パレードになる。
- 白バラの紳士、バラの紳士S1 - 轟悠
- 白バラの淑女、バラの淑女S1 - 月影瞳
- バラの紳士S2 - 絵麻緒ゆう
- バラの紳士S3 - 朝海ひかる
- バラの紳士S4 - 貴城けい
- バラの淑女S2 - 紺野まひる
- エトワール - 美穂圭子

## 出演者
- 轟悠
- 月影瞳
- 絵麻緒ゆう

- 朝海ひかる
- 貴城けい
- 紺野まひる
- 壮一帆
- 音月桂

他、宝塚歌劇団雪組生徒

## スタッフ
氏名の後ろに「宝塚」、「東京」の文字がなければ両公演共通。
- 作・演出：岡田敬二[1]
- 作曲[2]・編曲[2]：吉崎憲治、高橋城、甲斐正人、宮原透
- 編曲：脇田稔（東京）[3]
- 音楽指揮：御﨑惠（宝塚）[2]、伊澤一郎（東京）[3]
- 振付[2]：羽山紀代美、大谷盛雄、室町あかね、御織ゆみ乃
- 装置：大橋泰弘[2]
- 衣装：任田幾英[2]
- 照明：勝柴次朗[2]
- 音響：加門清邦（宝塚）[2]、切江勝（東京）[3]
- 小道具：石橋清利[2]
- 効果：切江勝[2]
- 訳詞：平野恵子[2]
- 歌唱指導：前田繁実[2]
- 演出助手[2]：荻田浩一、舟田太一
- 振付助手：若央りさ[2]
- 装置補：河底美由紀[2]
- 小道具補：福原徹[2]
- 舞台進行：日笠山秀観[2]
- 舞台美術製作：株式会社 宝塚舞台[2]
- 演奏：宝塚歌劇オーケストラ（宝塚）[2]
- 演奏コーティネート：株式会社 ダット・ミュージック（東京）[3]
- 制作：村上信夫[2]
- 制作・著作：宝塚歌劇団